# Barreira dinâmica

A barreira dinâmica é uma técnica utilizada para contenção de maciços rochosos ou outros materiais estáveis desprendidos de taludes e encostas, sendo assim, este método é indicado para regiões que apresentam riscos geotécnicos. As barreiras atuam como uma espécie de rede, se deformando e absorvendo o impacto das quedas.
São constituídas de malhas de aço resistentes e maleáveis, capazes de suportarem grandes choques. A utilização destas barreiras pode impedir a ocorrência de danos a estradas e rodovias, além de garantirem a segurança da população, evitando possíveis acidentes. 
Essas soluções são compostas por um conjunto de elementos, entre eles: postes, painéis, cabos de aço conectados aos elementos estruturais que garantem a absorção de altas energias de impacto. Durante o impacto o sistema assegura que a energia da queda das rochas seja dissipada, impedindo movimentações adiante. 
O sistema é fixado por meio de cabos na encosta quase que verticalmente e possui freios em espiral, sendo estes acionados assim que os choques ocorrem. Após a contenção dos materiais, o sistema não apresenta a mesma resistência inicial aos esforços, sendo necessária a realização de manutenções e substituições das telas e freios.